# 李爱平
李爱平（1955年—），江苏淮安人。汉族。加入中国共产党。合肥工业大学电机制造专业毕业。

## 生平
2012年5月16日前，任中国人民解放军南京陆军指挥学院政治委员。2013年，当选为第十二届全国人民代表大会解放军代表。2014年3月，担任中国人民解放军总参谋部技术侦察部政治委员。